# Miño de Medinaceli
Miño de Medinaceli è un comune spagnolo di 106 abitanti situato nella comunità autonoma di Castiglia e León in provincia di Soria.
Dista circa 10 km da Medinaceli, 35 da Almazán, 25 da Sigüenza e 72 da Soria. Il territorio comunale, oltre al centro urbano principale, comprende le frazioni di Ambrona, Conquezuela e Ventosa del Ducado.

## Storia
Il nucleo centrale del paese si erge su una rocca e comprende i resti del castello di origine araba che fungeva da torre di guardia per avvisare le guarnigioni di stanza a Medinaceli di eventuali avvistamenti nelle valli limitrofe.
Sulla collina di Miño de Medinaceli vi sono inoltre i resti di una necropoli dei celtiberi con decine di tombe antropomorfe. Sono stati trovati nelle vicinanze reperti dell'età neolitica.